# Schnittzahl
In der Differentialtopologie und in der Algebraischen Topologie bezeichnet die Schnittzahl oder Schnittmultiplizität eine ganze Zahl, welche den Schnittpunkten orientierter Untermannigfaltigkeiten bzw. Homologieklassen von orientierten Mannigfaltigkeiten zugeordnet werden kann.

## Differentialtopologie
In der Differentialtopologie betrachtet man zuerst Schnittzahlen von Abbildungen mit Untermannigfaltigkeiten. Schnittzahlen von Untermannigfaltigkeiten komplementärer Dimensionen werden als Schnittzahl der Inklusionsabbildung der einen Untermannigfaltigkeit mit der anderen Untermannigfaltigkeit berechnet.

### Definition
Seien {\displaystyle X,Y} differenzierbare Mannigfaltigkeiten, {\displaystyle X} kompakt sowie {\displaystyle Z\subseteq Y} eine Untermannigfaltigkeit und sei {\displaystyle f\colon X\rightarrow Y} ein differenzierbare Abbildung, die zu {\displaystyle Z} transversal ist. Zudem gelte {\displaystyle \dim X+\dim Z=\dim Y}. Dann heißt
{\displaystyle I(f,Z):=\sum _{x\in f^{-1}(Z)}\mathrm {sign} (x)}
die Schnittzahl der Abbildung {\displaystyle f} mit {\displaystyle Z}.
Transversalität und Kompaktheit garantieren, dass die Summe endlich ist.
Das Signum {\displaystyle \mathrm {sign} (x)} ist folgendermaßen definiert:
- {\displaystyle \mathrm {sign} (x)=+1}, falls {\displaystyle d_{x}f(T_{x}X)\oplus T_{f(x)}Z=T_{f(x)}Y} als direkte Summe von orientierten Vektorräumen die Orientierung erhält,
- {\displaystyle \mathrm {sign} (x)=-1}, falls {\displaystyle d_{x}f(T_{x}X)\oplus T_{f(x)}Z=T_{f(x)}Y} als direkte Summe von orientierten Vektorräumen die Orientierung umkehrt.

Mit Hilfe des Homotopietransversalitätssatzes kann die Definition auch auf Abbildungen ausgedehnt werden, die nicht transversal sind:
Seien {\displaystyle X,Y} differenzierbare Mannigfaltigkeiten, {\displaystyle X} kompakt sowie {\displaystyle Z\subseteq Y} eine Untermannigfaltigkeit und sei {\displaystyle f\colon X\rightarrow Y} ein differenzierbare Abbildung. Zudem gelte {\displaystyle \dim X+\dim Z=\dim Y}. Nach dem Homotopietransversalitätssatz gibt es eine differenzierbare Abbildung {\displaystyle g\colon X\rightarrow Y}, welche transversal zu {\displaystyle Z} und homotop zu {\displaystyle f} ist. Man setzt: {\displaystyle I(f,Z):=I(g,X)}.

### Eigenschaften
- Sei {\displaystyle W} eine kompakte differenzierbare Mannigfaltigkeit mit Rand {\displaystyle \partial W=X} und sei {\displaystyle F\colon W\rightarrow Y} eine differenzierbare Abbildung. Dann gilt für {\displaystyle f=\partial F\colon X\rightarrow Y} für jede Untermannigfaltigkeit {\displaystyle Z} von {\displaystyle Y}, dass {\displaystyle I(f,Z)=0}.
- Die Schnittzahlen homotoper Abbildungen stimmen überein.

### Selbstschnittzahl
Für den Fall, dass {\displaystyle X,Z} kompakte orientierte Untermannigfaltigkeiten einer orientierten differenzierbaren Mannigfaltigkeit sind, mit {\displaystyle \dim X+\dim Z=\dim Y}, lässt sich die Schnittzahl {\displaystyle I(X,Z):=I(i,Z)} definieren, wobei {\displaystyle i\colon X\hookrightarrow Y} die kanonische Inklusionsabbildung bezeichnet.
Man kann zeigen, dass {\displaystyle I(Z,X):=(-1)^{\dim X\cdot \dim Z}\cdot I(X,Z)} gilt. Im Falle {\displaystyle \dim X={\frac {1}{2}}\dim Y}, ist also die Selbstschnittzahl {\displaystyle I(X,X)} definiert und für ungerade {\displaystyle \dim X} folgt damit {\displaystyle I(X,X)=0}.
Sei nun {\displaystyle Y} eine kompakte orientierte Mannigfaltigkeit, {\displaystyle \Delta :=\left\{(y,y)\,:y\in Y\right\}\subset Y\times Y} bezeichne die Diagonale. Nach der vorangehenden Überlegung ist {\displaystyle I(\Delta ,\Delta )} wohldefiniert und man kann mit Hilfe der Lefschetz-Fixpunkttheorie zeigen, dass {\displaystyle I(\Delta ,\Delta )} mit der Euler-Charakteristik der Mannigfaltigkeit übereinstimmt.

### Schnittzahl mod 2
Die Schnittzahl {\displaystyle \mathrm {mod} \,2} ist unabhängig von einer Orientierung der Mannigfaltigkeiten, das in der Definition der Schnittzahl vorkommende Signum ist {\displaystyle \mathrm {mod} \,2=1} und die Berechnung der Schnittzahl {\displaystyle \mathrm {mod} \,2} reduziert sich auf das Zählen der Schnittpunkte {\displaystyle \mathrm {mod} \,2}. Dies erlaubt natürlich nicht so genaue Aussagen wie mit der Schnittzahl orientierter Mannigfaltigkeiten, ermöglicht aber dafür auch die Berechnung bei nicht-orientierbaren Mannigfaltigkeiten.

### Anwendungsbeispiel
Als Anwendung wird gezeigt, dass das Möbiusband nicht orientierbar ist. {\displaystyle X} bezeichne die Mittellinie des Möbiusbandes, welche diffeomorph ist zur Kreislinie {\displaystyle S^{1}}. Die Selbstschnittzahl {\displaystyle \mathrm {mod} \,2} von {\displaystyle X} ist 1. Wäre das Möbiusband orientierbar, dann müsste aber {\displaystyle I(X,X)=0} gelten. {\displaystyle I(X,X)=0\,\mathrm {mod} \,2\neq 1}, also kann das Möbiusband nicht orientierbar sein.

## Algebraische Topologie
Die Algebraische Topologie ermöglicht die Ausdehnung des Begriffes der Schnittzahl auf orientierte topologische Mannigfaltigkeiten, wo die Schnittzahlen mit Hilfe der singulären Homologie definiert werden.